# 구글 카드보드
구글 카드보드(Google Cardboard)는 구글이 규격을 제정한 저가의 가상현실(VR) 플랫폼이다. 규격에 지정된대로 카드보드를 접고 렌즈를 부착하고 스마트폰을 끼워 넣어 헤드마운트 디스플레이를 만드는 방식이다. 구글은 카드보드로 볼 수 있는 가상현실 콘텐츠를 만들 수 있는 소프트웨어도 내놓고 있다.
구글은 이것을 직접 판매하지 않으며 전적으로 서드파티에 의해 판매된다. (2016.5.18 최근 Google이 구글카드보드2.0을 직접 판매한다. 단 미국에서만 구매 가능.) 구글 카드보드는 누구나 규격에 따라 만들어 판매가 가능하다.
전 세계 각국마다 구글 카드보드를 제작하는 회사가 있다. 이 회사들의 구글 카드보드는 각각의 특성과 개성이 있으며 모두 약간씩 다르다. 대표적인 회사들은 I'm cardboard , DoDocase , Mr.cardboard , Google 등이 있으며, 한국회사는 대표적으로 유건상사(https://www.vrghost.co.kr/vrghost 보관됨 2018-10-26 - 웨이백 머신), 빠밤닷컴(http://bbabam.com 빠밤닷컴), BW시스템(https://web.archive.org/web/20180717213111/https://bwsystem.modoo.at/ )이 있다.

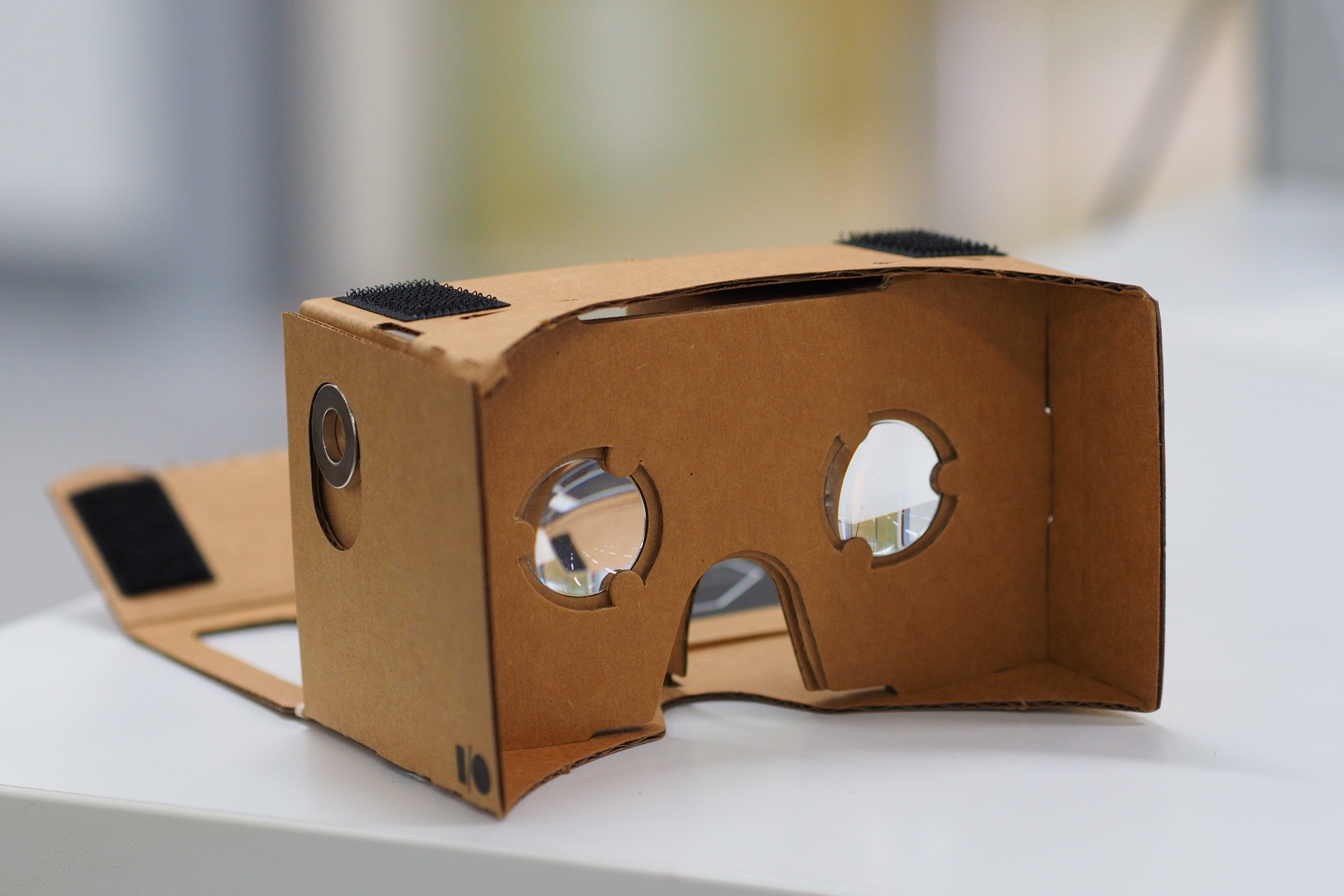
구글 카드보드
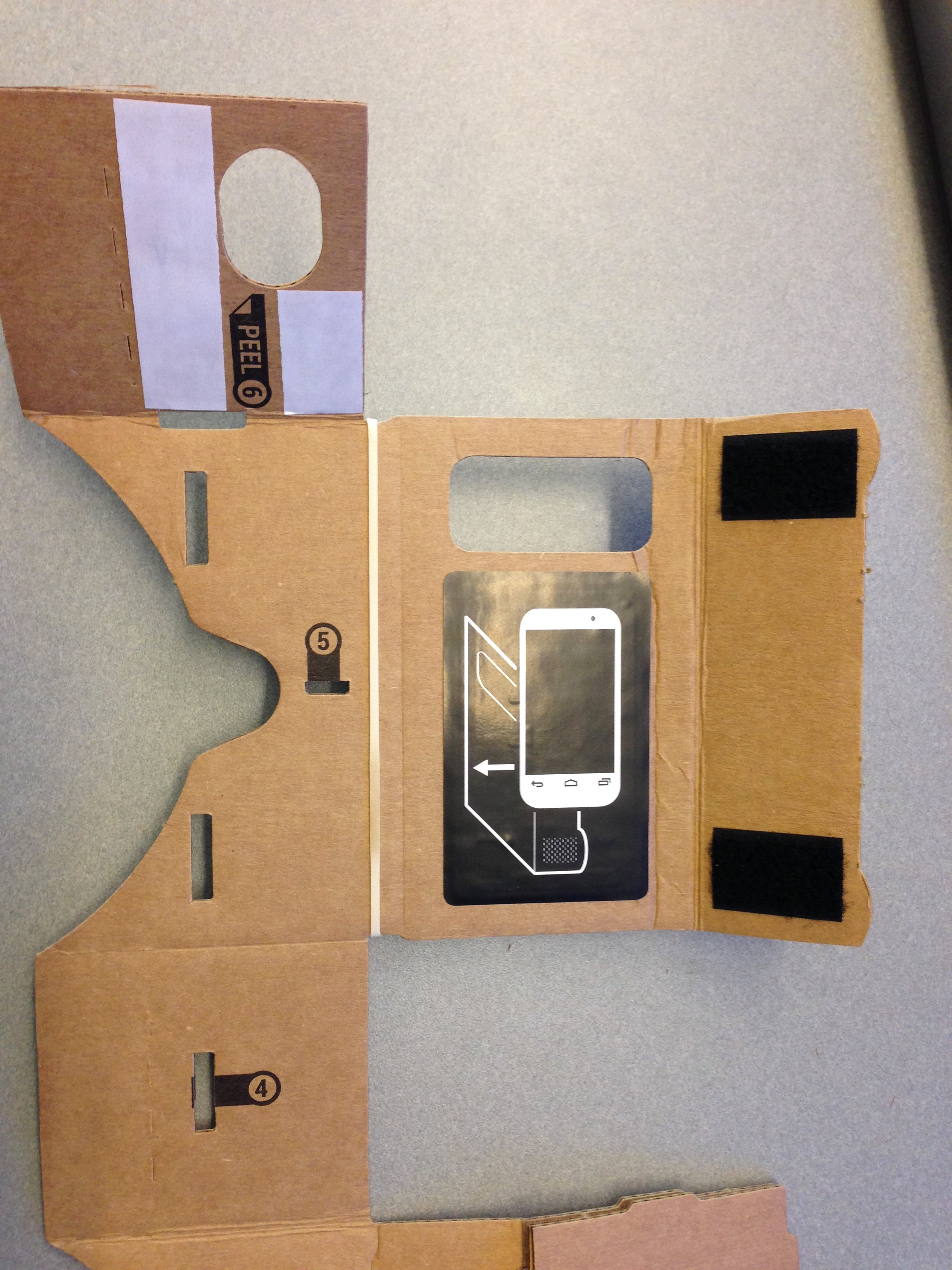
구글 카드보드
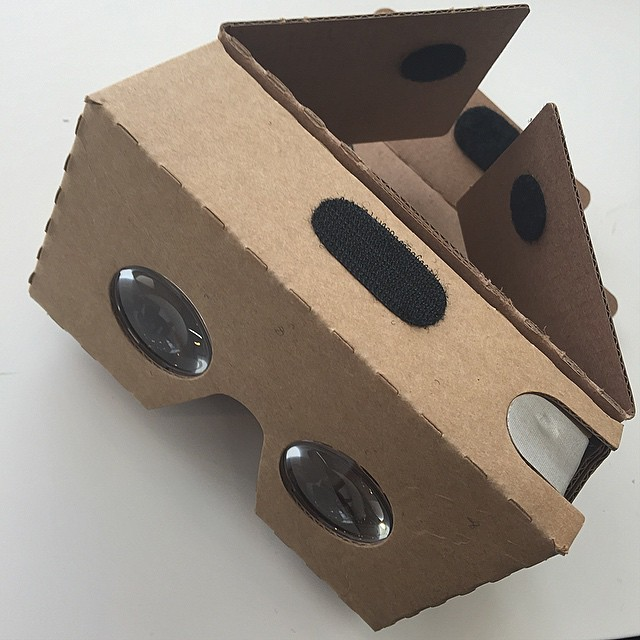
구글 카드보드

## 같이 보기
- 입체경
- 구글 글래스
- 닌텐도 라보